# 青岛北站 (地铁)
青岛北站位於中华人民共和国山东省青岛市李沧区铁路青岛北站及其东广场的地底，是青岛地铁1号线、3号线和8号线的地铁换乘站，也是3號綫和8号线的終點站，是青岛地铁首座三線換乘車站。該车站，于2015年12月16日投入使用。

## 车站结构
地铁1号线与3号线、8号线为分层十字交叉排布，以1号线为主站位：1号线为南北方向；3号线和8号线并排平行设置，为东西方向。
车站为地下三层岛式站台车站，地下一层为站厅层（长204.4 m、宽104.2 m、面积21 298 m²），地下二层为3、8号线双岛四线平面同台换乘站台层及1号线设备层（长120 m、宽13 m、面积1 560 m²），地下三层为1号线岛式站台层，地下二三层可进行十字垂直换乘。
车站共设4个出入口、4组风亭和2对社会车出入口，分别位于周边的多条道路。
车站总建筑面积10.4万 m²，其中车站主体建筑面积1号线为2.1万 m²、3/8号线为3.3万 m²，附属建筑面积1号线为200 m²、3号线为150 m²。

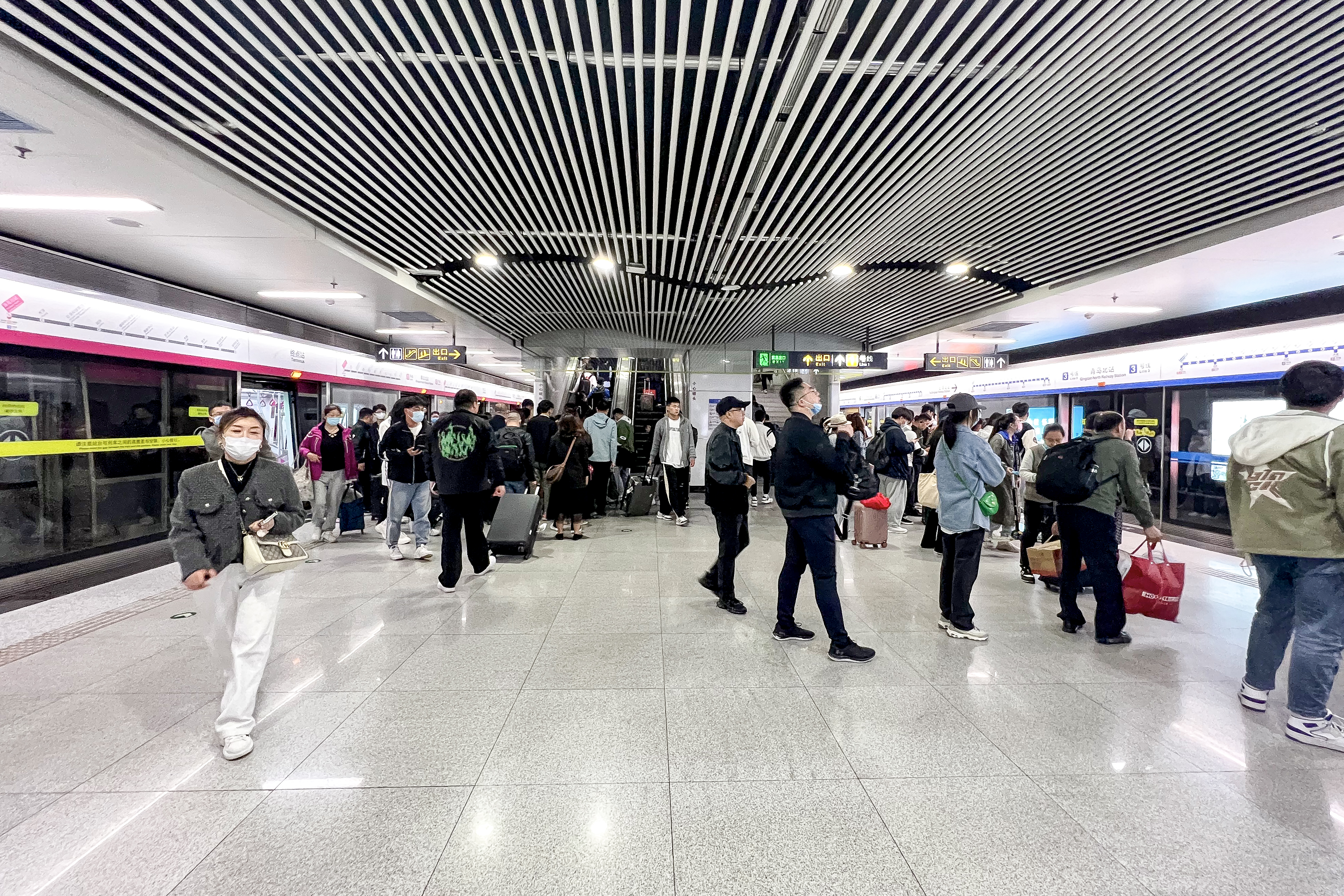
3号线上客站台
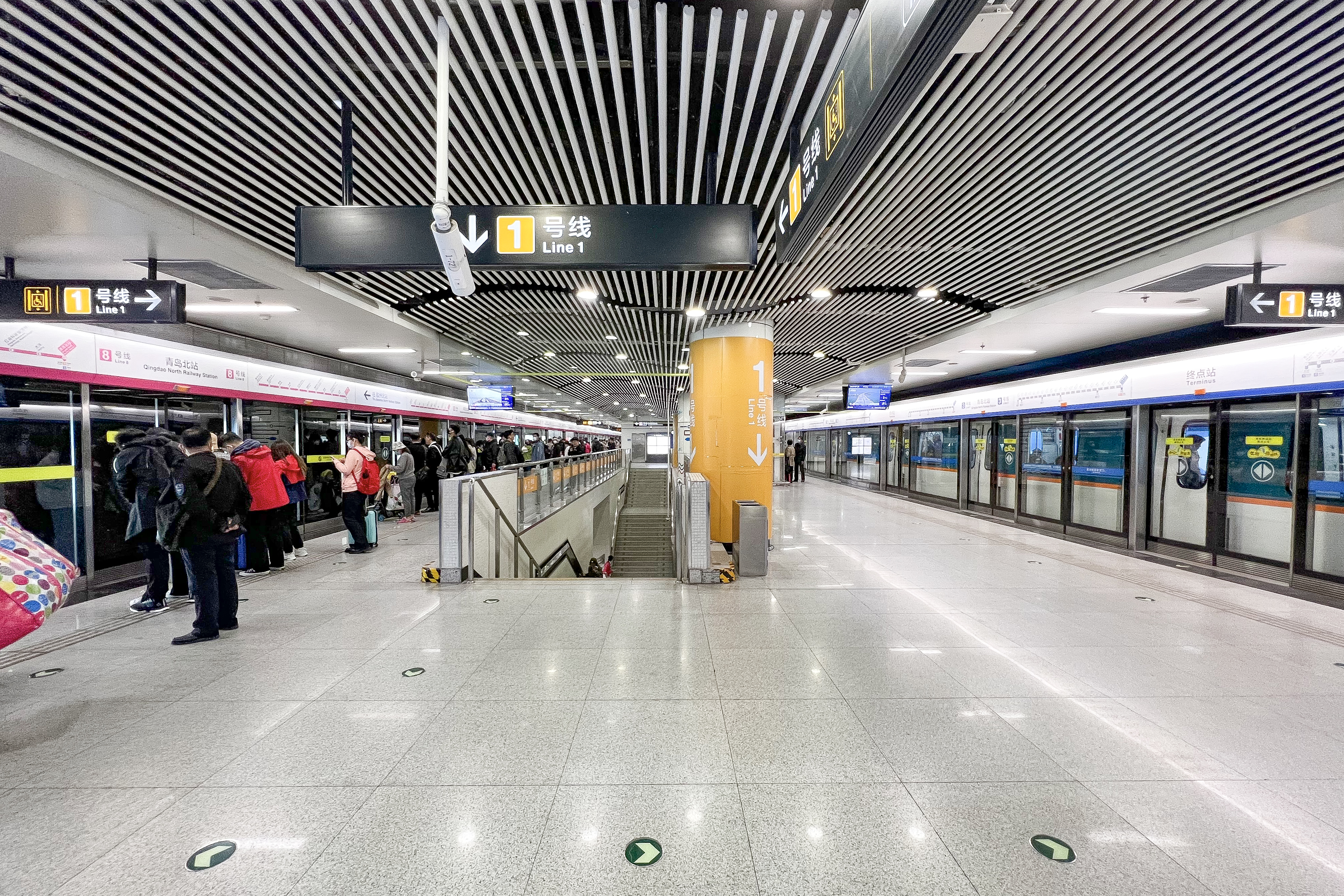
8号线上客站台

|                                |  | 8号线往胶州北站（大洋） |
| 島式 · ↑開左邊车门 ↓開右邊车门 |  |                         |
|                                |  | 3号线下客站台           |
|                                |  | 3号线往青岛站（永平路） |
| 島式 · ↑開右邊车门 ↓開左邊车门 |  |                         |
|                                |  | 8号线下客站台           |

|                   |  | 1号线往王家港（安顺路） |
| 島式 · 開左邊车门 |  |                         |
|                   |  | 1号线往东郭庄（沧安路） |

- 3号线上客站台
- 8号线上客站台

### 出入口
该站设有A、F出入口，另设有一独立的电梯出口：
|             |                    |                                  |      |
|             |                    |                                  |      |
|             |                    |                                  |      |
| 编号        | 指示               | 建议前往的目的地                 | 图片 |
| A · 出口    | 铁路青岛北站东广场 | 铁路售票处（东）、铁路出发（东） |      |
| F · 出口    | 铁路青岛北站东广场 | 铁路售票处（东）、铁路出发（东） |      |
| （设有）    | 站前路（东）       | 沧台南路                         |      |
| 图例： 设有 |                    |                                  |      |